# Rhipidolestes bastiaani
Rhipidolestes bastiaani là loài chuồn chuồn trong họ Megapodagrionidae. Loài này được Zhu & Yang miêu tả khoa học đầu tiên năm 1998.